# Premio Gandhi per la pace

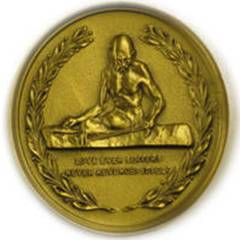
Medaglione del Gandhi Peace Award

Il Premio Gandhi per la pace è un premio consegnato annualmente dal 1960 dall'organizzazione Promoting Enduring Peace a individui per "contributi fatti nella promozione della pace internazionale e della buona volontà". È intitolato a Mohandas Karamchand Gandhi, ma non ha alcun legame personale con Mohandas Gandhi o con un membro della sua famiglia.
I recenti vincitori del premio includono Rabbis Arik Ascherman e Ehud Bandel di Rabbis for Human Rights (2011), Amy Goodman of Democracy Now! (2012), Bill McKibben di 350.org (2013), Medea Benjamin di Code Pink (2014), Tom BK Goldtooth (2015), Kathy Kelly di Voices for Creative Nonviolence (2015), Omar Barghouti (2017), Ralph Nader (2017) e Jackson Browne (2018).
Dal 1960, quando il primo premio fu ritirato da Eleanor Roosevelt, il premio è stato consegnato personalmente agli "eroi della pace" che hanno esemplificato ai membri del Promoting Enduring Peace il coraggio della resistenza nonviolenta ai soprusi del potere, ai conflitti armati, all'oppressione violenta e alla negligenza ambientale. Il Premio intende inoltre riconoscere le persone che hanno contribuito in modo significativo, con mezzi cooperativi e non violenti nello spirito di Gandhi, alla lotta per raggiungere una civiltà mondiale sostenibile fondata su una pace internazionale duratura.
Nel XXI secolo, il Premio è stato concepito dai suoi presentatori per onorare coloro la cui vita e le cui opere esemplificano il principio secondo cui la pace internazionale, la giustizia socioeconomica universale e l'armonia ambientale planetaria siano interdipendenti e inseparabili, e tutte e tre sono essenziali per la sopravvivenza della civiltà.
Il Premio stesso è simboleggiato da un pesante medaglione e da un certificato con un'iscrizione che riassume l'opera del destinatario. Il medaglione, forgiato da Peace Bronze (un metallo ricavato da sistemi di comando missilistici nucleari dismessi, che evoca "spade in vomeri"), presenta il profilo di Gandhi e le sue parole "Love Ever Suffers / Never Revenges Itself" fuse in bronzo. Il premio viene consegnato nel corso di una cerimonia che si tiene generalmente una volta all'anno a New York o New Haven, durante la quale il destinatario è invitato a presentare un messaggio di sfida e di speranza.

## Storia
Il Premio Gandhi per la pace è stato ideato dal fondatore di Promoting Enduring Peace, il professor Jerome Davis di Yale. Davis propose per la prima volta il premio al comitato per la promozione della pace duratura il 13 marzo 1959, con un nome che intendeva rendere omaggio al principale sostenitore della resistenza non violenta dell'era moderna e, in parte, contribuire a rettificare il fallimento del Comitato Nobel nell'assegnare il premio per la pace a Gandhi prima della sua morte nel 1948. Il Premio viene assegnato dal 1960, da quando fu consegnato per la prima volta a Eleanor Roosevelt, e consiste in un certificato, una cerimonia e la consegna di un medaglione di bronzo su cui è incisa una citazione di Gandhi: "Love Ever Suffers / Never Revenges Itself (L'amore non soffre mai / non si vendica mai). Un importante scultore di New York, Don Benaron/Katz, fu incaricato per creare un'opera d'arte che fungesse da simbolo del Premio. Dopo essersi documentato su Gandhi presso la biblioteca dell'India House a New York City e nel 1960 scolpì un sorprendente ritratto in bassorilievo in legno del fondatore del movimento internazionale per il cambiamento non violento del secolo. Sul medaglione che ha creato scrisse: "Ho scolpito la parola gujarati per la pace su un lato e sull'altro un simbolico vomere e un gancio da potatura ispirato a Isaia 2:4
Batteranno le loro spade in aratri
e le loro lance in uncini da potatura;
la nazione non alzerà più la spada contro la nazione,
e non impareranno più la guerra.

## Premiati notevoli
Il vincitore nel 2018 è stato Jackson Browne. È il primo artista a ricevere il premio.
Nel 2017 i vincitori sono stati Ralph Nader e Omar Barghouti .
Nel 2015 il Premio è stato consegnato a Tom BK Goldtooth e Kathy Kelly.
Il Promoting Enduring Peace annunciò nel gennaio 2014 che il Premio Gandhi per la pace di quell'anno sarebbe stato consegnato da Medea Benjamin .
Il Premio 2013 è stato consegnato a Bill McKibben, uno dei leader più noti del movimento ambientalista negli Stati Uniti. Il suo primo libro è stato The End of Nature, pubblicato nel 1989. Attivista e giornalista, il suo lavoro è apparso su The Atlantic Monthly, Harper's Magazine, Mother Jones e Rolling Stone.
Nel 2012 il premio è stato assegnato ad Amy Goodman per il suo contributo alla promozione di una pace sostenibile attraverso la promozione di un giornalismo trasparente e veritiero, la cui parte essenziale è la denuncia della vera natura e delle conseguenze a lungo termine della guerra. Goodman è una giornalista televisiva di fama internazionale, editorialista sindacale, giornalista investigativa, autrice, conduttrice e co-fondatrice di Democracy Now!, un programma di notizie globale indipendente trasmesso quotidianamente alla radio, alla televisione e via Internet.
Nel 2011 il Premio è stato assegnato ai rabbini Ehud Bandel e Arik Ascherman per la loro leadership di Rabbini per i diritti umani e per la loro resistenza non violenta alla persecuzione dei palestinesi nei territori occupati.
Nel 1989 il Premio fu assegnato a Cesar Chavez, fondatore della United Farm Workers of America, per l'uso di tattiche non violente, tra cui il boicottaggio nazionale dei consumatori, per migliorare le condizioni e i compensi dei lavoratori agricoli migranti.

## Vincitori del Premio Gandhi per la pace
| - Eleanor Roosvelt (1960) - Edwin T. Dahlberg (1960) - Rabbino Maurice Eisendrath (1961) - John Haynes Holmes (1961) - Linus C. Pauling (1962) - James Paul Warburg (1962) - E. Stanley Jones (1963) - Martin Luther King Jr. (1964)* - AJ Muste (1966) - Norman Thomas (1967) - Girolamo Davis (1967) - William Sloane Coffin Jr. (1967) - Benjamin Spock (1968) - Wayne Morse (1970) - Willard Uphaus (1970) - U Thant (1972) - Daniel Berrigan (1974) | - Dorothy Day (1975) - Daniel Ellsberg (1976) - Peter Benenson e Martin Ennals (1978) - Roland Bainton (1979) - Helen Caldicott (1980) - Corliss Lamont (1981) - Randall Watson Forsberg (1982) - Robert Jay Lifton (1984) - Kay Campo (1984) - Bernard Lown (1986) - John Somerville (1987) - Cesare Chávez (1989) - Marian Wright Edelman (1990) - George McGovern (1991) - Ramsey Clark (1992) - Lucius Walker Jr. (1993) - Roy Bourgeois (1994) | - Edith Ballantyne (1995) - Alan Wright e Paula Kline (1996) - Howard Frazier e Alice Zeigler Frazier Archiviato il 19 ottobre 2017 in Internet Archive. (1997) - Michael Vero (2002) - Dennis Kucinich (2003) - Karen Jacob e David Cortright (2004) - Abdul Sattar Edhi, Pakistan (2007) - Ehud Bandel e Arik Ascherman (2011) - Amy Goodman (2012) - Bill McKibben (2013) - Medea Benjamin (2014) - Tom BK Goldtooth e Kathy Kelly (2015) - Ralph Nader (2017) - Omar Barghouti (2017) - Jackson Browne (2018) - Mayson Almisri e il dottor Zaher Sahloul (2020) |